# Luis de Horruytiner
Luis Benedit y Horruytiner (? - ?) fue un administrador español en América que ocupó el cargo de gobernador de la  Florida española (29 de julio de 1633 - 26 de noviembre de 1638) y virrey de Cerdeña. Era tío de Pedro Benedit Horruytiner, que le sucedió como gobernador de Florida.

## Biografía
Luis de Horruytiner nació en Zaragoza (España), hijo de Mosén Gilbert Benedit de Huessa y María de Horruytiner. Tenía un hermano, Mosén Gilbert Benedit y Horruytiner. Su familia era prominente en San Augustín, la capital de La Florida, y operaba varios ranchos ganaderos en sus tierras a lo largo del río San Juan.
En 1630, Horruytiner fue nombrado alcaide del Castillo del Morro en La Habana (Cuba). El 29 de julio de 1633 Horruytiner inició su mandato como gobernador de la provincia de La Florida.
En otoño de 1633, Hurruytiner y fray Lorenzo Martínez acordaron enviar a Florida a dos frailes franciscanos que conocían el idioma indígena y trabajarían para convertir a la población indígena apalache al catolicismo. Los franciscanos pudieron haber convertido a unas 6000 personas. El gobernador, Damián de Vega Castro y Pardo (1639-1645), escribió al rey Felipe IV en 1639 que dos frailes habían convertido a 1 000 indios en la provincia de Apalache, pero en 1635, el custodio franciscano de Florida había afirmado que unos 5 000 de los más de 34 000 indios en Apalache habían sido bautizados. En 1676, sin embargo, un franciscano afirmó haber encontrado una lista (matrícula) hecha en 1638 de 16 000 indios cristianizados que vivían en Apalache. El gobierno español probablemente contó solo a los hombres entre los nativos, con una proporción de cristianos en comparación con la población total de la provincia de 1 de cada 5 personas. La evidencia indica que los franciscanos inflaron el número de indios cristianizados. Según el historiador Paul E. Hoffman, si en 1647 la población se mantuviera en 34 000 personas y los caciques tuvieran el mismo número de súbditos en Apalachee, la población cristiana habría sido de 6 800 personas en ese año. En 1635 había más de 30 000 conversos entre las 44 doctrinas, administradas por 39 frailes.
La aldea nativa que precedió al asentamiento misionero de San Luis como capital de los apalache se llamó Anhaica Apalache, nombre mencionado en las crónicas de la expedición de Hernando de Soto. La misión San Luis probablemente recibió su nombre en honor a Luis Horruytiner. Hurruytiner envió barcos desde San Agustín para encontrar un puerto en la costa del golfo de Florida para reemplazar la ruta terrestre, larga y difícil, que abastecía a la misión; la expedición encontró un puerto adecuado en la desembocadura del río San Marcos.
Hurruytiner envió al sargento mayor Antonio de Herrera López y Mesa a las provincias misioneras occidentales para negociar la paz con los líderes de las partes en conflicto: los chacato no cristianizado que vivía al oeste de Apalache, los apalachicola al noroeste y los amacano al sureste. López convocó a los líderes de cada una de las partes en conflicto y negoció un tratado entre todos los combatientes.
Luis de Horruytiner terminó su mandato como gobernador de Florida el 26 de noviembre de 1638 y fue sucedido por Damián de Vega Castro y Pardo. Después de dejar su cargo político en Florida, Hurruytiner fue nombrado virrey de Cerdeña, en ese momento una posesión española.